# Manifestazione di Kum Kapu
La manifestazione di Kum Kapu ebbe luogo nel distretto di Kumkapı sede del Patriarcato armeno di Costantinopoli il 27 luglio 1890. Dall'evento derivò uno scontro in cui furono uccisi diversi manifestanti e quattro agenti di polizia. L'intento della manifestazione era "..svegliare gli armeni maltrattati e rendere pienamente consapevole la Sublime Porta delle miserie degli armeni".

## Sfondo
Verso la fine del XIX secolo, le società rivoluzionarie armene iniziarono ad agitarsi per una riforma e una rinnovata attenzione europea alla questione armena. Il partito Henchak in particolare utilizzò la tattica della manifestazione di massa per accelerare il processo. Il partito fu sospettato di essere dietro una protesta del giugno 1890 a Erzerum che aveva provocato un massacro.

## 27 luglio 1890
Il 27 luglio 1890, Harutiun Jangülian, Mihran Damadian e Hambartsum Boyajian interruppero la Divina Liturgia nella cattedrale armena di Costantinopoli per leggere un manifesto e denunciare l'indifferenza del patriarca armeno e dell'Assemblea nazionale armena.
Ben presto costrinsero il patriarca a unirsi a un corteo diretto al Palazzo di Yildiz per chiedere l'attuazione dell'articolo 61 del Trattato di Berlino del 1878. Proprio mentre il corteo si stava radunando, la polizia circondò la folla e furono sparati colpi che provocarono una serie di morti, tra cui quattro poliziotti e tre manifestanti.

## Risultato
L'Hentchak concluse che le manifestazioni a Kum Kapu non avevano avuto successo. Allo stesso tempo, mentre non erano chiari i risultati dall'evento, la stampa dell'Hunchak elogiò il coraggio mostrato dai presenti.
La Porta ignorò le riforme richieste dell'Hentchak e le Potenze europee non diedero il loro supporto.
Manifestazioni simili su scala minore seguirono per la maggior parte degli anni '90 dell'Ottocento.